# Lagergeld
Lagergeld (em alemão: "dinheiro de campo" ou "dinheiro de armazenamento") foi um dinheiro de emergência (notgeld, no termo numismata), designado para os campos de concentração, trabalho forçado, e guetos, da Alemanha Nazista.
A criação do Lagergeld serviu para controlar os prisioneiros dentro dos campos e guetos, uma vez que o acesso ao dinheiro era limitado a determinadas classes, como entre os militares, onde só os oficiais inimigos presos tinham acesso ao dinheiro; e os judeus, que só tinham acesso ao dinheiro nos guetos.
Durante o III Reich, várias Lagergeld foram criadas, sendo elas específicas para determinados campos e guetos.